# Calliandra mucugeana
Calliandra mucugeana es una especie americana perteneciente a la subfamilia de las Mimosóideas dentro de las leguminosas (Fabaceae).

## Distribución
Es originaria de Brasil donde se encuentra en la Caatinga, distribuida por Bahia.

## Taxonomía
El género fue descrito por Stephen Andrew Renvoize  y publicado en Kew Bulletin, 36(1): 83, f. 8E, 1981.
Etimología
Calliandra: nombre genérico derivado del griego kalli = "hermoso" y andros = "masculino", refiriéndose a sus estambres bellamente coloreados.
mucugeana: epíteto latino que significa "originaria de Mucugê", municipio del Estado de Bahia (Brasil).